# Trimethylsilyltriflát
Trimethylsilyltriflát je derivát kyseliny trifluormethansulfonové s trimethylsilylovou skupinou. Je podobně reaktivní jako trimethylsilylchlorid a často se používá v organické syntéze.

## Příklady použití
Stereoselektivní syntézu sedmi benzylovaných proanthokyanidinových trimerů (epikatechin-(4β-8)-epikatechin-(4β-8)-epikatechin trimeru (prokyanidinu C1), katechin-(4α-8)-katechin-(4α-8)-katechin trimeru (prokyanidinu C2), epikatechin-(4β-8)-epikatechin-(4β-8)-katechin trimeru a epikatechin-(4β-8)-katechin-(4α-8)-epikatechin trimerových derivatů) lze provést, s vysokou výtěžností, pomocí kondenzační reakce katalyzované TMSOTf. Deprotekcí (+)-katechinových a (−)-epikatechinových trimerových derivátů vznikají, rovněž s dobrou výtěžností, čtyři přírodní prokyanidinové trimery.
Trimethylsilyltriflát se také využívá při Takahašiho totální syntéze taxolu a při chemických glykosylačních reakcích.
Používá se rovněž k deprotekci silylenoletherů při jejich přeměně na ketony či aldehydy.